# Ezeiza

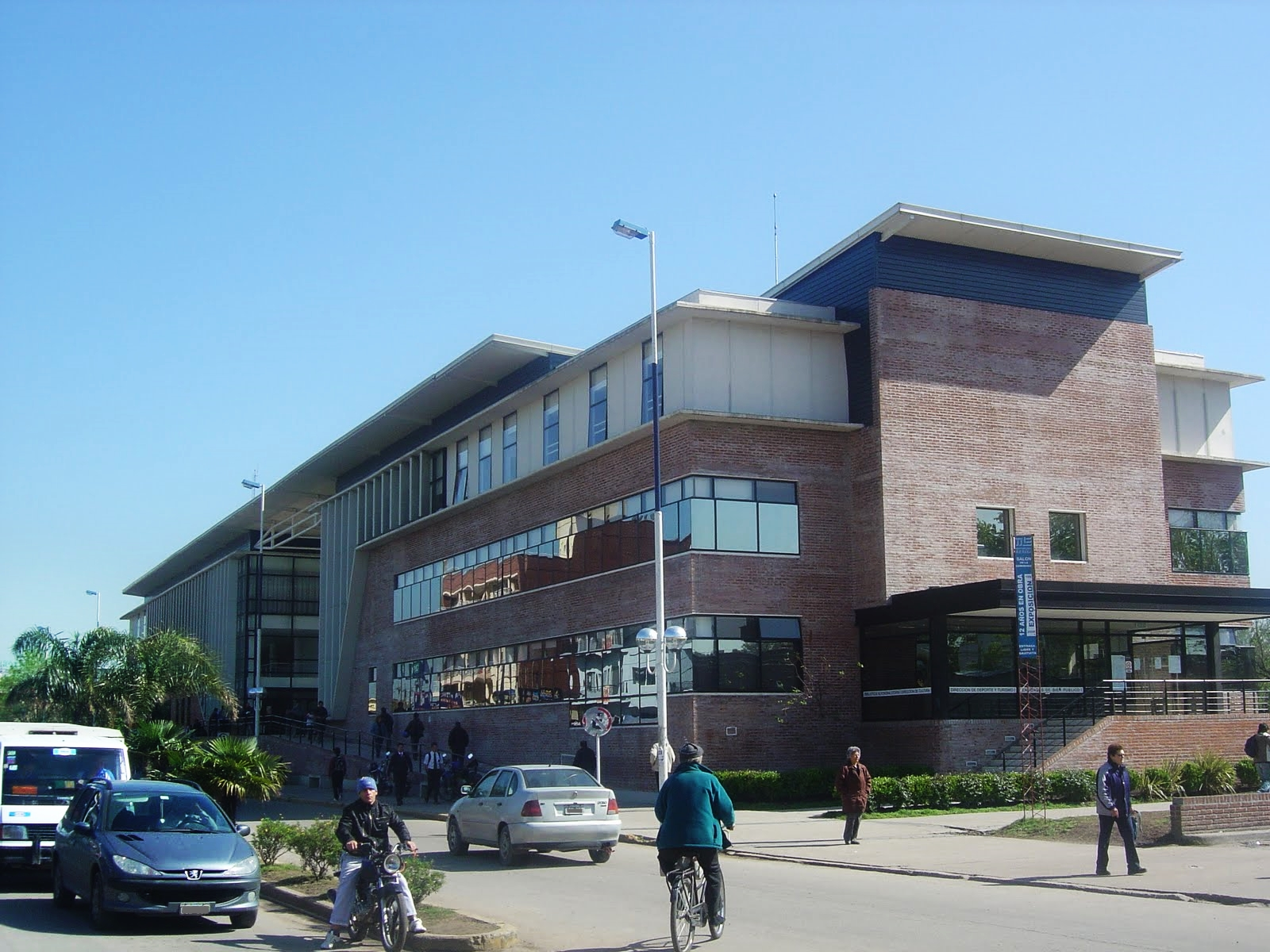
Edificio municipal de Ezeiza.

José María Ezeiza es una ciudad administrativa  del Gran Buenos Aires, Argentina. Es la cabecera del partido homónimo en la provincia de Buenos Aires, y está situada en el centro-norte del mismo.

## Crecimiento demográfico
- La ciudad de Ezeiza albergaba en censo INDEC 2001 alrededor de 93.246 habitantes, actualmente supera los 100.000 habitantes aproximadamente, el partido al cual pertenece la ciudad registro un incremento del 37,80% en su población según el censo INDEC 2010.

## Historia
- 1500. El territorio del Partido de Ezeiza estaba habitado por distintas tribus de querandíes dedicadas a la caza y a la pesca
- 1536. Llega Pedro de Mendoza y se inicia la lucha contra los pueblos originarios
- 1580. Se desaloja el territorio
- 1588. Comienza el reparto de las tierras
- 1758. Juan Guillermo González y Aragón, bisabuelo del general doctor Manuel Belgrano, funda la Estancia "Los Remedios". Esta estancia albergó la primera capilla de la zona, ubicada en las cercanías del actual Centro Atómico Ezeiza.[1]
- 1767. Arriba al lugar Gerónimo Ezeiza, quien se casa con la nieta del célebre alcalde de Buenos Aires, Pedro de Barragán, y forman una amplia familia. Con los años, uno de sus descendientes, José María Ezeiza, será propietario de una quinta en la zona.[1]
- Juan Manuel De Rosas se hospeda en la quinta de Pravaz, (una familia muy importante en ese momento) el cual tiene una calle con su nombre.
- 1885. Fallecido José María y también su hija, el yerno dona al Ferrocarril Oeste el predio donde se levantaría una estación, con la condición de que lleve el nombre de José María Ezeiza. Las tierras ricas y fértiles se fraccionan, se forman chacras, quintas, poblaciones que crecen y se desarrollan con la llegada del ferrocarril. El primer almacén de ramos generales perteneció al señor Oyanarte, donde también funcionaba la estafeta de correo. La actividad tambera fue una de las principales del incipiente pueblo y diariamente dos trenes cargados de tarros de leche partían hacia Buenos Aires para su comercialización.[1]
- 1888: cimbronazo a las 3.20 del 5 de junio por el terremoto del Río de la Plata de 1888

Ezeiza fue parte del partido de Esteban Echeverría hasta octubre de 1994, realizándose su división por ley provincial, creando así el partido de Ezeiza, siendo Alejandro Granados su primer intendente, ganando siete veces consecutivas, y sucedido por su hijo Gastón Granados que, actualmente (año 2024), cumple su mandato.

## Desarrollo edilicio en la ciudad
La construcción de la municipalidad de Ezeiza fue un emprendimiento que dio el puntapié inicial para el desarrollo edificio en la zona, una vez donado el predio en el cual está emplazado el nombrado edificio, se inició su construcción a finales de 2005 y concretada en poco más de un año.
Finalizada la obra, al poco tiempo se levantó el primer edificio de Ezeiza en frente de la municipalidad con 4 pisos de altura.

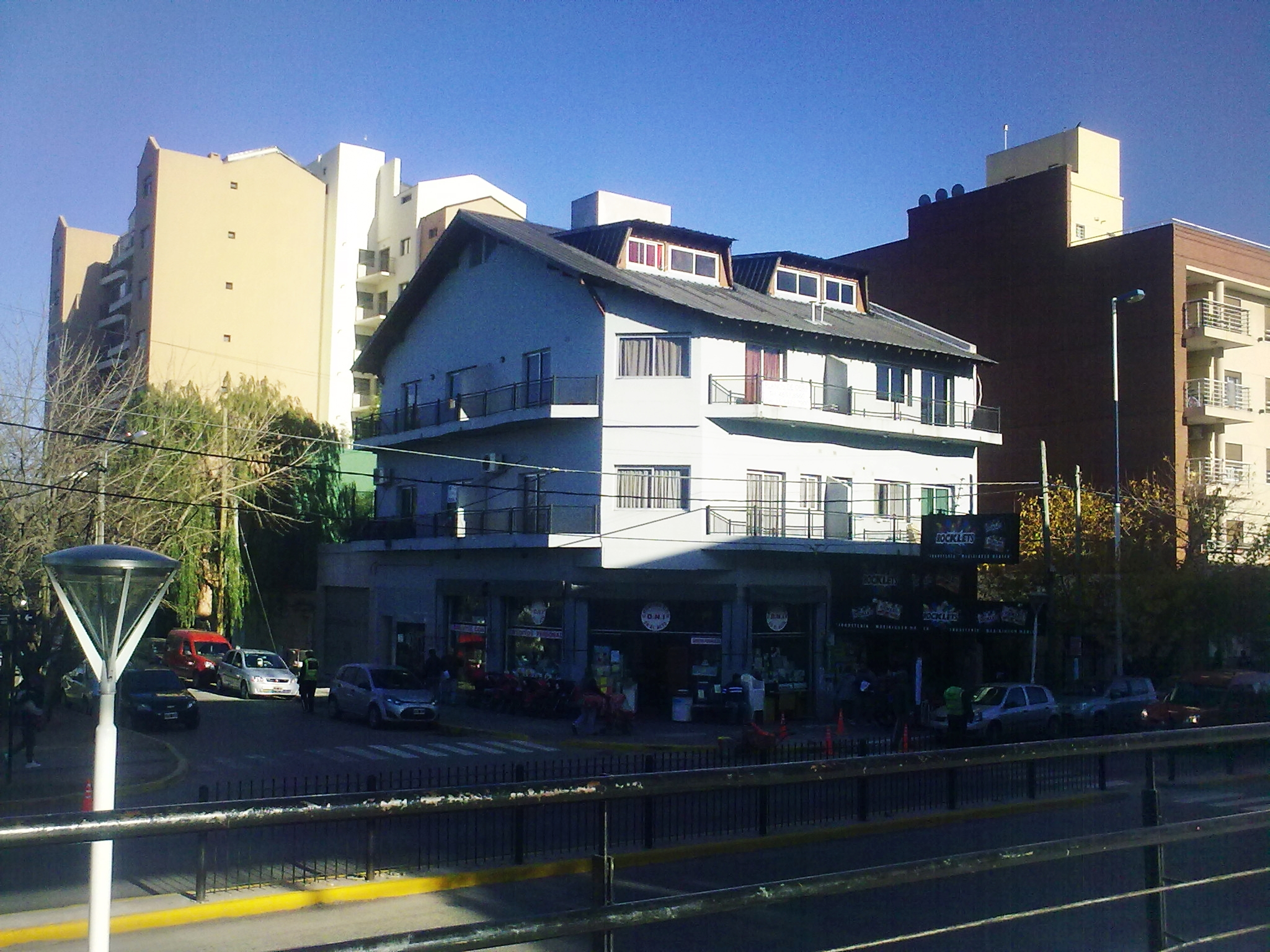
Edificios en el centro de la ciudad frente a la municipalidad.

## Aeropuerto
- 30 de septiembre de 1935: aprobada su construcción por Ley 12.285
- 1944: el General Juan Pistarini, por entonces Ministro de Obras Públicas, por decreto, designa el espacio a ocupar, 7036 ha (parte de los terrenos pertenecían a la vieja Estancia Los Remedios, de González y Aragón)
- 22 de diciembre de 1945: se coloca la piedra fundamental del Aeropuerto de Ezeiza en un acto presidido por el general Juan Domingo Perón, en ese entonces candidato a presidente
- 12 de marzo de 1949: se inaugura el Barrio Uno en las cercanías del aeropuerto, con el fin de ser usado por el personal que trabajase allí
- 30 de abril de 1949, se inaugura siendo bautizado como Ministro Pistarini, en honor a su impulsor, que dirigió personalmente la obra. Se le dio el nombre de Ministro Pistarini por pedido de los obreros que allí laboraron.

## Turismo
Si bien Ezeiza no es reconocida oficialmente como ciudad turística, es considerada una buena salida de fin de semana. Posee entre sus atractivos los Bosques de Ezeiza, que se caracterizan por tener una gran variedad de pinos y árboles traídos desde Europa. En los Bosques se pueden encontrar cámpines con servicios completos, que ofrecen piletas y canchas para realizar deportes. También se puede dar una vuelta por el parque que posee los Bosques con juegos del antiguo Parque Japonés de Retiro. En los barrios de Ezeiza y Canning hay una innumerable cantidad de restaurantes, quintas, recreos, cámpines, y barrios cerrados que son visitados por miles de personas los fines de semana.                                      

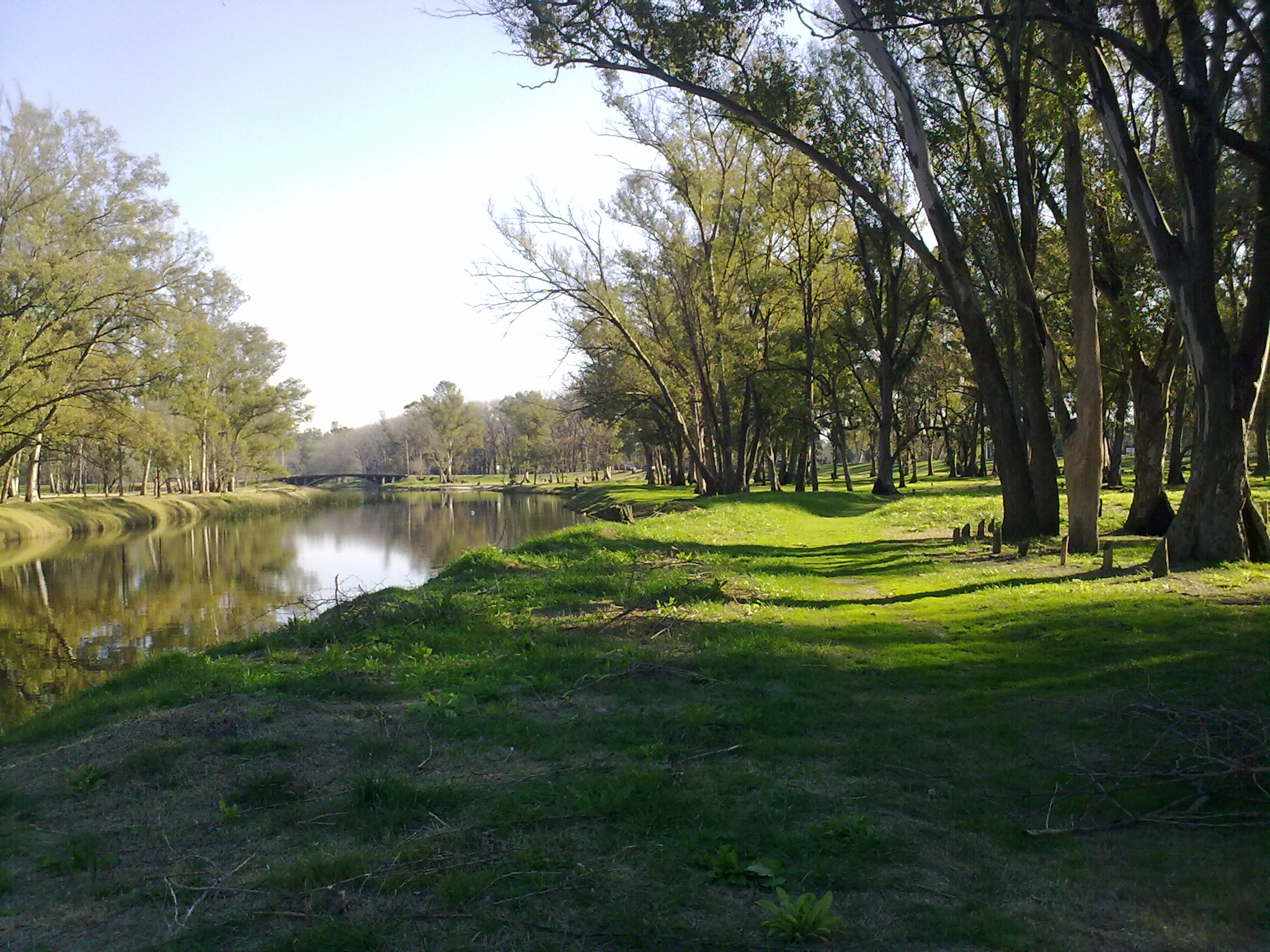
Bosques de Ezeiza y el Río Matanza.

## Centros y Paseos Comerciales
Para el esparcimiento, Ezeiza tiene 2 centros comerciales. "Portal Canning Shopping", que tiene locales de ropa, un supermercado Disco y un local de venta de artículos para la construcción y equipamiento para Hogar y Jardín Easy. Enfrente del mismo se encuentra "Las Toscas Canning Shopping" que posee locales comerciales, McDonald's, cines, oficinas y un parque de juegos de la línea Playland. Ambos centros comerciales fueron inaugurados en el 2008, donde asistió a la inauguración la presidenta de aquel entonces Cristina Fernández de Kirchner.
En cuanto a paseos comerciales podemos enumerar varios, "Canning Design" que posee restaurantes, confiterías, locales de ropa, y sala de juegos. Pero próximamente se va a inaugurar su ampliación que va a tener mayor número de locales comerciales, de comida, y oficinas.
Otro paseo es "Brisas" que tiene locales dedicados exclusivamente a la ropa.
En la zona de Canning se encuentran varios restaurantes de renombre en la zona. La mayoría se ubica a la vera de la antigua Ruta Provincial 52. El 9 de febrero de 2010 se inauguraron el hipermercado Coto, que cuenta con supermercado, juegos y patio de comidas.
- Colegio Instituto Amanecer

Descripciones: no bilingüe, institución privada, con orientación economía y contable, nivel secundario turno mañana y primario turno tarde, jardín de infantes opcional “El Patito Colorado”
Dirección: Donato Álvarez entre Uruguayana y Humaita 817

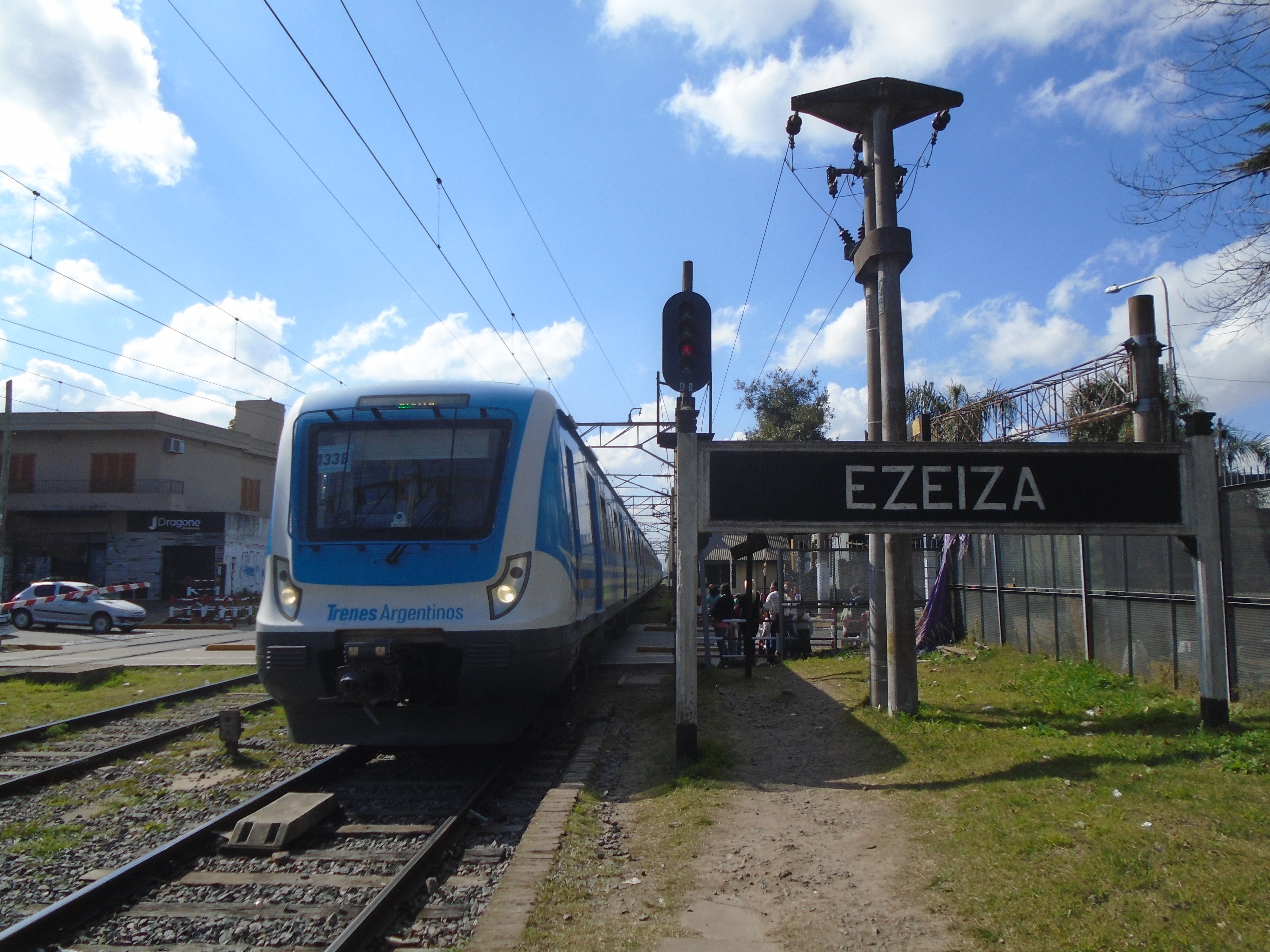
Estación Ezeiza, cabecera de ramal eléctrico del Ferrocarril Roca.

## Lugares de interés de la ciudad
- Municipalidad de Ezeiza- Avellaneda 51
- Centro cultural "Amigo Néstor" - edificio aledaño a la municipalidad
- Plaza de las Américas
- Calles comerciales principales: Paso de la patria, Ramos Mejía peatonal, French, Conquista del desierto (Ruta 205).

- También hay varios negocios y entidades públicas en las calles Avellaneda, 9 de julio, Diego Laure, Presidente Perón, y Esteban Echeverría.
- Club Social y Atlético Gral. Roca donde se practica principalmente Vóley femenino como masculino; calle paso de la patria (entre calles José M. Ezeiza y Diego Laure)
- Club Social y atlético Ezeiza fundado hace más de 70 años; se ofrecen variedad de deportes para practicar;(calle French esq. Vicente López)
- Bomberos Voluntarios de Ezeiza
- Colegio Instituto Amanecer
- Colegio Palabras De Ezeiza
- Predio Deportivo de la AFA

## Universidad Provincial de Ezeiza
El distrito cuenta con una universidad (UPE) Universidad Provincial de Ezeiza, que es la primera universidad aeroportuaria de Argentina y Latinoamérica, se creó por ley en 2007 (ley 14006).
Comenzó a dictar las cátedras en el ciclo lectivo 2012. Las carreras disponibles para estudiar en la UPE son:
- Técnico en desarrollo de software
- Técnico universitario en despacho de aeronaves
- Tecnicatura universitaria en despacho de aduanas
- Técnico universitario en logística
- licenciatura en logística
- Técnico universitario en hotelería e industria de la hospitalidad
- Licenciatura en turismo
- Licenciatura en Seguridad e higiene

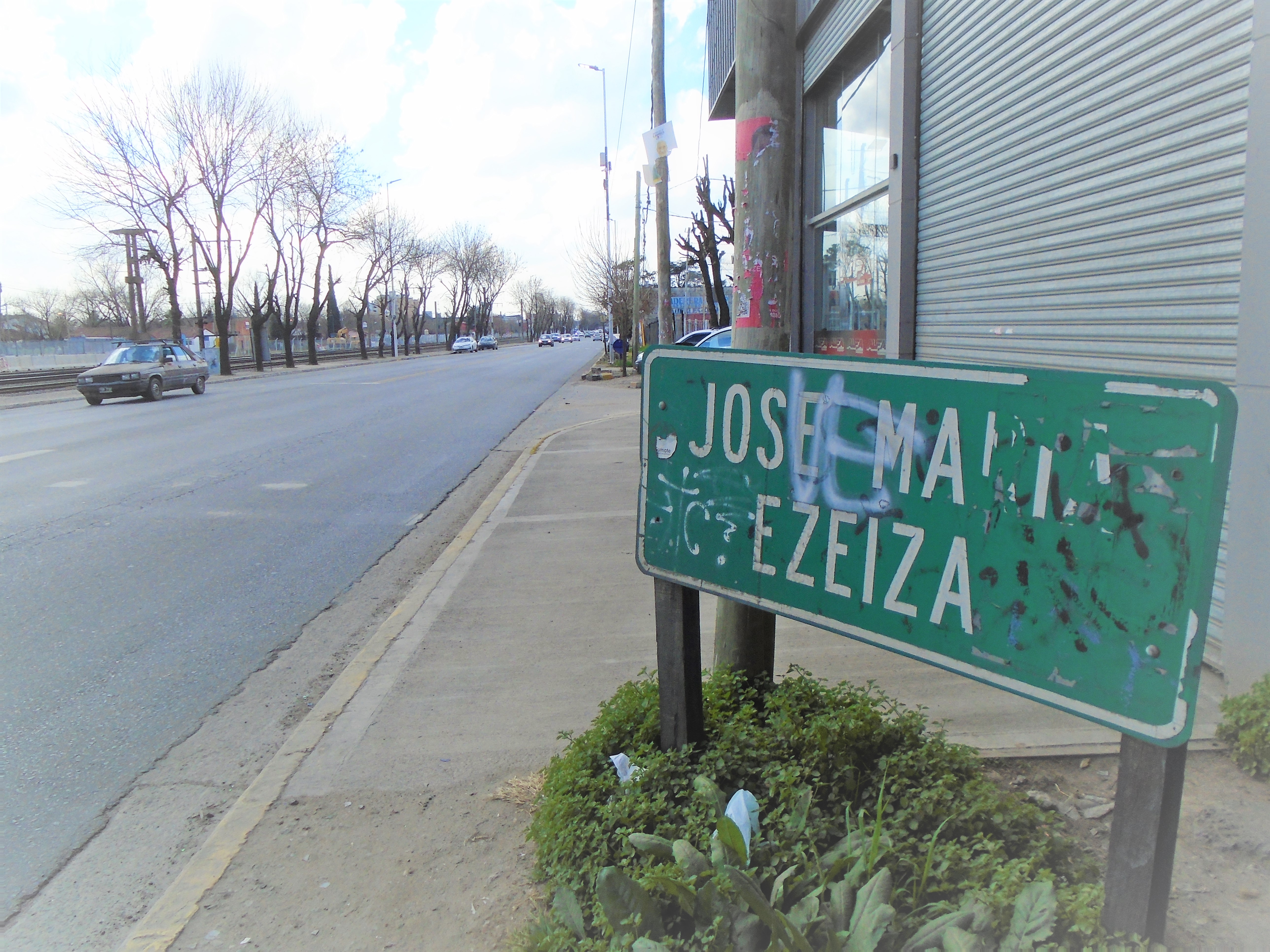
Acceso a J. M. Ezeiza por la Ruta Provincial 205.

## Accesos
Ezeiza tiene varios accesos:
 Autopista Ricchieri: la principal porque no solo comunica la Capital con Ezeiza, sino también porque entre sus afluentes se encuentran accesos a otras ciudades de la zona Sur y Oeste del Conurbano.
 Autopista Ezeiza-Cañuelas
 Ruta Provincial 58: Conecta el municipio con San Vicente.
 Ruta Provincial 205: polo comercial de la ciudad, que conecta con otras localidades del Partido de Ezeiza como Tristán Suárez y Carlos Spegazzini.

## Geografía

### Clima
| Parámetros climáticos promedio de Ezeiza Aero, Buenos Aires, Argentina (1991–2020) | Parámetros climáticos promedio de Ezeiza Aero, Buenos Aires, Argentina (1991–2020) | Parámetros climáticos promedio de Ezeiza Aero, Buenos Aires, Argentina (1991–2020) | Parámetros climáticos promedio de Ezeiza Aero, Buenos Aires, Argentina (1991–2020) | Parámetros climáticos promedio de Ezeiza Aero, Buenos Aires, Argentina (1991–2020) | Parámetros climáticos promedio de Ezeiza Aero, Buenos Aires, Argentina (1991–2020) | Parámetros climáticos promedio de Ezeiza Aero, Buenos Aires, Argentina (1991–2020) | Parámetros climáticos promedio de Ezeiza Aero, Buenos Aires, Argentina (1991–2020) | Parámetros climáticos promedio de Ezeiza Aero, Buenos Aires, Argentina (1991–2020) | Parámetros climáticos promedio de Ezeiza Aero, Buenos Aires, Argentina (1991–2020) | Parámetros climáticos promedio de Ezeiza Aero, Buenos Aires, Argentina (1991–2020) | Parámetros climáticos promedio de Ezeiza Aero, Buenos Aires, Argentina (1991–2020) | Parámetros climáticos promedio de Ezeiza Aero, Buenos Aires, Argentina (1991–2020) | Parámetros climáticos promedio de Ezeiza Aero, Buenos Aires, Argentina (1991–2020) |
| Mes                                                                                | Ene.                                                                               | Feb.                                                                               | Mar.                                                                               | Abr.                                                                               | May.                                                                               | Jun.                                                                               | Jul.                                                                               | Ago.                                                                               | Sep.                                                                               | Oct.                                                                               | Nov.                                                                               | Dic.                                                                               | Anual                                                                              |
| ---------------------------------------------------------------------------------- | ---------------------------------------------------------------------------------- | ---------------------------------------------------------------------------------- | ---------------------------------------------------------------------------------- | ---------------------------------------------------------------------------------- | ---------------------------------------------------------------------------------- | ---------------------------------------------------------------------------------- | ---------------------------------------------------------------------------------- | ---------------------------------------------------------------------------------- | ---------------------------------------------------------------------------------- | ---------------------------------------------------------------------------------- | ---------------------------------------------------------------------------------- | ---------------------------------------------------------------------------------- | ---------------------------------------------------------------------------------- |
| Temp. máx. abs. (°C)                                                               | 39.3                                                                               | 38.8                                                                               | 35.4                                                                               | 34.1                                                                               | 30.1                                                                               | 27.4                                                                               | 29.4                                                                               | 34.0                                                                               | 34.3                                                                               | 34.4                                                                               | 36.4                                                                               | 40.0                                                                               | 40.0                                                                               |
| Temp. máx. media (°C)                                                              | 30.3                                                                               | 28.8                                                                               | 26.8                                                                               | 22.9                                                                               | 19.0                                                                               | 15.9                                                                               | 15.0                                                                               | 17.5                                                                               | 19.3                                                                               | 22.2                                                                               | 25.8                                                                               | 29.0                                                                               | 22.7                                                                               |
| Temp. media (°C)                                                                   | 24.1                                                                               | 23.0                                                                               | 21.0                                                                               | 17.1                                                                               | 13.6                                                                               | 10.8                                                                               | 9.8                                                                                | 11.8                                                                               | 13.8                                                                               | 16.8                                                                               | 20.0                                                                               | 22.7                                                                               | 17.0                                                                               |
| Temp. mín. media (°C)                                                              | 17.9                                                                               | 17.1                                                                               | 15.4                                                                               | 11.8                                                                               | 8.9                                                                                | 6.1                                                                                | 5.2                                                                                | 6.6                                                                                | 8.3                                                                                | 11.2                                                                               | 13.8                                                                               | 16.2                                                                               | 11.5                                                                               |
| Temp. mín. abs. (°C)                                                               | 6.4                                                                                | 6.4                                                                                | 2.5                                                                                | 0.7                                                                                | -4.5                                                                               | -5.4                                                                               | -5.3                                                                               | -4.8                                                                               | -1.7                                                                               | -1.4                                                                               | 0.0                                                                                | 4.2                                                                                | -5.4                                                                               |
| Precipitación total (mm)                                                           | 99.8                                                                               | 108.5                                                                              | 100.1                                                                              | 100.6                                                                              | 70.3                                                                               | 48.4                                                                               | 56.9                                                                               | 59.3                                                                               | 65.4                                                                               | 106.6                                                                              | 99.5                                                                               | 99.5                                                                               | 1014.9                                                                             |
| Días de precipitaciones (≥ 0.1 mm)                                                 | 7.6                                                                                | 7.3                                                                                | 7.4                                                                                | 8.1                                                                                | 6.7                                                                                | 6.6                                                                                | 6.4                                                                                | 6.2                                                                                | 7.0                                                                                | 9.2                                                                                | 8.2                                                                                | 7.7                                                                                | 88.5                                                                               |
| Humedad relativa (%)                                                               | 65.6                                                                               | 70.6                                                                               | 74.2                                                                               | 77.3                                                                               | 79.7                                                                               | 78.5                                                                               | 77.6                                                                               | 73.8                                                                               | 71.7                                                                               | 71.9                                                                               | 67.0                                                                               | 64.1                                                                               | 72.7                                                                               |
| Fuente: Servicio Meteorológico Nacional                                            |                                                                                    |                                                                                    |                                                                                    |                                                                                    |                                                                                    |                                                                                    |                                                                                    |                                                                                    |                                                                                    |                                                                                    |                                                                                    |                                                                                    |                                                                                    |

## Personalidades destacadas
- Alberto Tarantini, jugador de fútbol de Boca, River, Talleres, equipos de Inglaterra, Francia y Suiza. Campeón del Mundo Argentina 1978.

## Parroquias de la Iglesia católica en Ezeiza
| Diócesis   | Lomas de Zamora                                    |
| ---------- | -------------------------------------------------- |
| Parroquias | Nuestra Señora de Loreto, Nuestra Señora del Valle |